# Ossonis clytomima
Ossonis clytomima är en skalbaggsart som beskrevs av Francis Polkinghorne Pascoe 1867. Ossonis clytomima ingår i släktet Ossonis och familjen långhorningar.
Artens utbredningsområde är Sarawak. Inga underarter finns listade i Catalogue of Life.